# Оскар Колберг
Хѐнрик О̀скар Ко̀лберг (на полски: Henryk Oskar Kolberg) е полски етнограф, енциклопедист, фолклорист и композитор, член на Академията на знанията.
Автор на обширни етнографски и фолклористични изследвания върху територията на някогашната Жечпосполита издадени в монументалния многотомен труд „Народът. Неговите обичаи, начин на живот, говор, предания, поговорки, обреди, магии, игри, песни, музика и танци“ (на полски: Lud. Jego zwyczaje, sposób życia, mowa, podania, przysłowia, obrzędy, gusła, zabawy, pieśni, muzyka i tańce).